# Vallop Potaya
Vallop Potaya (Thai: วัลลภ โพทะยะ; * 29. Januar 1954) ist ein thailändischer Bogenschütze.
Potaya nahm an den Olympischen Spielen 1976 in Montréal teil und beendete den Wettkampf als Drittletzter auf Platz 35.
Heute ist Potaya Direktor der Lemon Tree Co. in Bangkok.